# Nomis
Nomis és un gènere d'arnes de la família Crambidae.

## Taxonomia
- Nomis albopedalis Motschulsky, 1861
- Nomis baibarensis (Shibuya, 1928)
- Nomis brunnealis Munroe & Mutuura, 1968